# Albert Paris Gütersloh
Albert Paris Gutersloh (Beč, 5. veljače 1887. – Baden, 16. svibnja 1973.), austrijski književnik i slikar
pravo ime - Albert Conrad Kiehtreiber
Djelovao je kao glumac, režiser, novinar i profesor likovnih umjetnosti. Romanopisac je svijeta stare Austrije, pjesnik, pripovjedač i esejist.
Djela:
- "Ples luđakinje",
- "Innozenz ili  ....",
- "Bajoslovna figura",
- "Sunce i mjesec".